# 12개의 의자
《12개의 의자》(The Twelve Chairs)는 미국에서 제작된 멜 브룩스 감독의 1970년  영화이다. 론 무디 등이 주연으로 출연하였고 마이클 헤츠버그 등이 제작에 참여하였다.

## 출연

### 주연
- 론 무디
- 프랭크 란젤라

### 조연
- 돔 드루이즈
- 안드레아스 보트시나스
- 다이아나 커플랜드
- 윌 스탬페
- 멜 브룩스
- 니콜라스 스미스
- 폴 휠러

## 기타
- 미술: 미오드럭 니콜릭
- 의상: 루스 마이어스